# Kachuga
Kachuga is een geslacht van schildpadden uit de familie Geoemydidae. Het geslacht wordt tegenwoordig niet meer erkend.

## Taxonomie
Verschillende bekendere schildpadden werden ooit tot het geslacht Kachuga gerekend waardoor vaak de verouderde naam in de literatuur wordt vermeld. Alle soorten worden tegenwoordig tot andere geslachten gerekend, zoals Batagur of Pangshura.